# بريندون ريفيس
بريندون ريفيس (بالإنجليزية: Brendon Reeves)‏ هو لاعب دوري الرغبي أسترالي، ولد في 16 يوليو 1976 في Quandialla ‏ في أستراليا.